# رشید وطن‌دوست
رشید وطن‌دوست (زادهٔ اسفند ۱۳۲۴ در تبریز) خوانندهٔ اپرا اهل ایران است.

## زندگی هنری
رشید وطن‌دوست در اسفند ۱۳۲۴ در محلهٔ سیدلر شهر تبریز در خانواده‌ای اهل موسیقی متولد شد. از کودکی به آموختن موسیقی پرداخت، از ۵ سالگی به اپرا علاقه‌مند شد و از سن ۷ سالگی آواز خواندن را آغاز نمود. وی پس از اخذ دیپلم در تبریز به تهران رفت و به استخدام وزارت فرهنگ و هنر درآمد.
در آنجا به توصیهٔ منوچهر بیگلری در آزمونی شرکت کرد و پس از پذیرفته شدن در هنرستان آواز رودکی و گذراندن دوره سلفژ سه سال زیر نظر «میکل کازاتو» استاد آواز ایتالیایی به تربیت صدا و فراگرفتن فنون آواز کلاسیک پرداخت. سپس در حدود سال ۱۳۴۷ و ۱۳۴۸ به استخدام اپرای تهران درآمد و از سال ۱۳۴۸ تا زمان انقلاب سال ۱۳۵۷ در حدود ۳۶ اپرا به صحنه رفت و نقش‌های متعددی را به عهده گرفت.
او حدود بیست سال سولیست (تکخوان) ارکستر سمفونیک تهران به رهبری حشمت سنجری، حدود ده سال سولیست ارکستر ملی ایران به رهبری فرهاد فخرالدینی و همچنین سولیست ارکسترهای دیگر از جمله ارکستر رادیو تلویزیون ملی ایران را بوده‌است.
در سال ۱۳۶۷ از طرف شورای عالی ارزشیابی وزارت فرهنگ و ارشاد اسلامی، نشان درجه یک هنری به او اهدا گردید و در حال حاضر تدریس آواز کلاسیک را به عهده دارد.
در شهریورماه ۱۴۰۰ مراسمی برای گرامیداشت هنرمندانی که در زمینه ایثار و دفاع مقدس سابقه فعالیت هنری داشتند برگزار شد. در این مراسم از وطن‌دوست در کنار هنرمندانی نظیر عزت‌الله مهرآوران، حسین نوری و رضا برجی تجلیل به عمل آمد.

## آثار هنری
از جمله آثار هنری رشید وطن‌دوست به موارد زیر می‌توان اشاره نمود:
- اپرای «اتللو» اثر جوزپه وردی در نقش «کاسیو»
- اپرای «لوچیا دی لامرمور» اثر گائتانو دونیزتی در نقش «آرتورو»
- اپرای «مادام باترفلای» اثر جاکومو پوچینی در نقش «خواستگار باترفلای»
- اپرای «فلوت سحرآمیز» اثر ولفگانگ آمادئوس موتسارت
- اپرای «دون کارلوس» اثر جوزپه وردی
- اپرای «افسانه‌های هافمن» اثر ژاک آفن باخ
- اپرای «ورتر» اثر ژول ماسنه
- اپرای «آرایشگر سویل» اثر جواکینو روسینی
- اپرای «هلندی سرگردان» اثر ریشارد واگنر
- اپرای «ریگولتو» اثر جوزپه وردی
- اپرای «سالومه» اثر ریچارد اشتراواس
- اپرای «فالستاف» اثر جوزپه وردی
- اپرای «لاتراویاتا» اثر جوزپه وردی
- اپرای «هاسل و گرتل» اثر انگلبرت هامپردینک
- سرود «ای ایران» به آهنگسازی روح‌الله خالقی[۸]
- «هجرت» به آهنگسازی حسن ریاحی (به همراه مهرداد کاظمی)[۹]
- «راز پایندگی» به آهنگسازی حسین یوسف زمانی[۱۰]
- «دانای توس» به آهنگسازی حمید پناهی (به همراه اسفندیار قره‌باغی)
- «سلام ایران» به آهنگسازی فریدون حافظی[۱۱]
- «نیروی هوایی» به آهنگسازی احمدعلی راغب[۱۲]
- «ایران» به آهنگسازی نادر مرتضی‌پور[۱۳]
- «دریادلان خلیج فارس» به آهنگسازی بابک شهرکی و محسن شریفیان[۱۴]